# Contea di Gaotai
La contea di Gaotai (高台县S, Gāotái XiànP) è una contea della Cina, situata nella provincia del Gansu.